# Coppa del Mondo di short track 2014
La Coppa del Mondo di short track 2014 (chiamata anche Samsung ISU World Cup Short Track per motivi di sponsorizzazione) è iniziata il 26 settembre 2013 ed è terminata il 14 novembre 2013. La competizione è stata organizzata dalla ISU. Le ultime due tappe valevano come qualificazione ai XXII Giochi olimpici invernali.

## Calendario
| Città    | Impianto                        | Data                 |
| -------- | ------------------------------- | -------------------- |
| Shanghai | Shanghai Oriental Sports Center | 26-29 settembre 2013 |
| Seul     | Mok-dong Ice Rink               | 3-6 ottobre 2013     |
| Torino   | Palasport Tazzoli               | 7-10 novembre 2013   |
| Kolomna  | Kon'kobežnij centr Kolomna      | 17-20 novembre 2013  |

## Risultati

### Uomini

#### Shanghai
| Data              | Distanza         | Primo           | Secondo            | Terzo           |
| 28 settembre 2013 | 500 m            | Charles Hamelin | Vladimir Grigor'ev | Eduardo Alvarez |
| 29 settembre 2013 | 1000 m           | Charles Hamelin | Niels Kerstholt    | Lee Han-Bin     |
| 28 settembre 2013 | 1500 m           | Noh Jin-Kyu     | Charles Hamelin    | Viktor An       |
| 29 settembre 2013 | Staffetta 5000 m | Stati Uniti     | Corea del Sud      | Canada          |

#### Seul
| Data           | Distanza         | Primo           | Secondo     | Terzo         |
| 5 ottobre 2013 | 500 m            | Viktor An       | Wu Dajing   | Park Se-Yeong |
| 6 ottobre 2013 | 1000 m           | Wu Dajing       | Viktor An   | Park Se-Yeong |
| 5 ottobre 2013 | 1500 m           | Charles Hamelin | Lee Han-Bin | Viktor An     |
| 6 ottobre 2013 | Staffetta 5000 m | Canada          | Stati Uniti | Gran Bretagna |

#### Torino
| Data             | Distanza         | Primo           | Secondo            | Terzo              |
| 9 novembre 2013  | 500 m            | Charles Hamelin | Viktor An          | Olivier Jean       |
| 10 novembre 2013 | 1000 m           | Charles Hamelin | Viktor An          | Vladimir Grigor'ev |
| 9 novembre 2013  | 1500 m           | Lee Han-Bin     | John-Henry Krueger | Sjinkie Knegt      |
| 10 novembre 2013 | Staffetta 5000 m | Canada          | Russia             | Paesi Bassi        |

#### Kolomna
| Data             | Distanza         | Primo           | Secondo            | Terzo             |
| 16 novembre 2013 | 500 m            | Viktor An       | Vladimir Grigor'ev | Wu Dajing         |
| 17 novembre 2013 | 1000 m           | Charles Hamelin | Thibaut Fauconnet  | J.R. Celski       |
| 16 novembre 2013 | 1500 m           | J.R. Celski     | Viktor An          | Thibaut Fauconnet |
| 17 novembre 2013 | Staffetta 5000 m | Stati Uniti     | Russia             | Corea del Sud     |

### Donne

#### Shanghai
| Data              | Distanza         | Primo         | Secondo       | Terzo              |
| 28 settembre 2013 | 500 m            | Fan Kexin     | Park Seung-Hi | Marianne St-Gelais |
| 29 settembre 2013 | 1000 m           | Shim Suk-Hee  | Kim A-Lang    | Li Jianrou         |
| 28 settembre 2013 | 1500 m           | Shim Suk-Hee  | Kim A-Lang    | Jorien Ter Mors    |
| 29 settembre 2013 | Staffetta 3000 m | Corea del Sud | Cina          | Italia             |

#### Seul
| Data           | Distanza         | Primo         | Secondo       | Terzo           |
| 5 ottobre 2013 | 500 m            | Wang Meng     | Fan Kexin     | Arianna Fontana |
| 6 ottobre 2013 | 1000 m           | Shim Suk-Hee  | Park Seung-Hi | Kim A-Lang      |
| 5 ottobre 2013 | 1500 m           | Kim A-Lang    | Shim Suk-Hee  | Valérie Maltais |
| 6 ottobre 2013 | Staffetta 3000 m | Corea del Sud | Cina          | Canada          |

#### Torino
| Data             | Distanza         | Primo         | Secondo         | Terzo         |
| 9 novembre 2013  | 500 m            | Wang Meng     | Arianna Fontana | Fan Kexin     |
| 10 novembre 2013 | 1000 m           | Shim Suk-Hee  | Kim A-Lang      | Park Seung-Hi |
| 9 novembre 2013  | 1500 m           | Shim Suk-Hee  | Park Seung-Hi   | Zhou Yang     |
| 10 novembre 2013 | Staffetta 3000 m | Corea del Sud | Cina            | Italia        |

#### Kolomna
| Data             | Distanza         | Primo           | Secondo         | Terzo          |
| 16 novembre 2013 | 500 m            | Wang Meng       | Fan Kexin       | Shim Suk-Hee   |
| 17 novembre 2013 | 1000 m           | Arianna Fontana | Kim A-Lang      | Elise Christie |
| 16 novembre 2013 | 1500 m           | Shim Suk-Hee    | Valérie Maltais | Zhou Yang      |
| 17 novembre 2013 | Staffetta 3000 m | Cina            | Corea del Sud   | Italia         |

## Classifiche

### Uomini

#### 500 metri
| Pos. | Nome               | Nazione | Punti |
| ---- | ------------------ | ------- | ----- |
| 1    | Viktor An          | Russia  | 28000 |
| 2    | Charles Hamelin    | Canada  | 21678 |
| 3    | Vladimir Grigor'ev | Russia  | 21120 |
| 4    | Wu Dajing          | Cina    | 14424 |
| 5    | Olivier Jean       | Canada  | 11532 |

#### 1000 metri
| Pos. | Nome            | Nazione     | Punti |
| ---- | --------------- | ----------- | ----- |
| 1    | Charles Hamelin | Canada      | 30000 |
| 2    | Viktor An       | Russia      | 16859 |
| 3    | Niels Kerstholt | Paesi Bassi | 12099 |
| 4    | Wu Dajing       | Cina        | 11299 |
| 5    | Han Tianyu      | Cina        | 10494 |

#### 1500 metri
| Pos. | Nome            | Nazione       | Punti |
| ---- | --------------- | ------------- | ----- |
| 1    | Charles Hamelin | Canada        | 22096 |
| 2    | Lee Han-Bin     | Corea del Sud | 21277 |
| 3    | Viktor An       | Russia        | 20800 |
| 4    | Noh Jin-Kyu     | Corea del Sud | 14619 |
| 5    | Sjinkie Knegt   | Paesi Bassi   | 11520 |

#### Staffetta 5000 metri
| Pos. | Nazione       | Punti |
| ---- | ------------- | ----- |
| 1.   | Stati Uniti   | 28000 |
| 2.   | Canada        | 26400 |
| 3.   | Russia        | 21120 |
| 4.   | Corea del Sud | 18496 |
| 5.   | Paesi Bassi   | 14797 |

### Donne

#### 500 metri
| Pos. | Nome            | Nazione       | Punti |
| ---- | --------------- | ------------- | ----- |
| 1    | Wang Meng       | Cina          | 30000 |
| 2    | Fan Kexin       | Cina          | 26000 |
| 3    | Arianna Fontana | Italia        | 17677 |
| 4    | Park Seung-Hi   | Corea del Sud | 13438 |
| 5    | Shim Suk-Hee    | Corea del Sud | 12594 |

#### 1000 metri
| Pos. | Nome            | Nazione       | Punti |
| ---- | --------------- | ------------- | ----- |
| 1    | Shim Suk-Hee    | Corea del Sud | 30000 |
| 2    | Kim A-Lang      | Corea del Sud | 24000 |
| 3    | Arianna Fontana | Italia        | 19216 |
| 4    | Park Seung-Hi   | Corea del Sud | 16497 |
| 5    | Li Jianrou      | Cina          | 13198 |

#### 1500 metri
| Pos. | Nome            | Nazione       | Punti |
| ---- | --------------- | ------------- | ----- |
| 1    | Shim Suk-Hee    | Corea del Sud | 30000 |
| 2    | Kim A-Lang      | Corea del Sud | 19342 |
| 3    | Zhou Yang       | Cina          | 16896 |
| 4    | Valérie Maltais | Canada        | 16078 |
| 5    | Park Seung-Hi   | Corea del Sud | 12955 |

#### Staffetta 3000 metri
| Pos. | Nazione       | Punti |
| ---- | ------------- | ----- |
| 1    | Corea del Sud | 30000 |
| 2    | Cina          | 26000 |
| 3    | Italia        | 19200 |
| 4    | Canada        | 16640 |
| 5    | Russia        | 10289 |